# Antoine I, Prinț de Monaco
Antonio I (n. 25 ianuarie 1661, Paris, Regatul Franței – d. 20 februarie 1731, Monaco) a fost Prinț de Monaco din 1701 până în 1731. A fost fiul cel mare al lui Louis I, Prinț de Monaco și a soției acestuia, Catherine Charlotte de Gramont.
În 1683 Antonio a fost numit locotenent în Regimentul Regelui. În 1684 a fost ridicat în rang de colonel al regimentului Soissonois. În timpul Războiului de Nouă Ani el a fost prezent în Bătălia de la Philippsburg (1688), Bătălia de la Fleurus (1690), Asediul de la Mons (1691) și Asediul de la Namur (1692).
La 21 august 1702 Antonio a depus jurământul pentru regele Ludovic al XIV-lea al Franței în Parlement, fiind Duce de Valentinois și nobil al Franței. El a fost făcut cavaler la ordinele regale franceze în 1724.

## Căsătorie și copii
Antonio s-a căsătorit la 13 iunie 1688 cu Marie de Lorena-Armagnac (12 august 1674 – 30 octombrie 1724), fiica lui Louis de Lorena-Guse, Conte d'Armagnac. 
Ei au avut șase fiice din care numai trei au supraviețuit copilăriei:
- Caterina Charlotte (7 octombrie 1691 – 18 iunie 1696), Mademoiselle de Monaco.
- Louise Hippolyte (10 noiembrie 1697 – 29 decembrie 1731), succesoare a tatălui ei.
- Elisabetta Charlotte (3 noiembrie 1698 – 25 august 1702), Mademoiselle de Valentinois.
- Margherita Camilla (1 mai 1700 – 27 aprilie 1758), Mademoiselle de Carlades; căsătorită la 16 aprilie 1720 cu Louis de Gand-Vilain, Prinț d'Isenghien și mareșal al Franței.
- Maria Devota (15 martie 1702 – 24 octombrie 1703), Mademoiselle des Baux.
- Maria Paolina Theresa Devota (23 octombrie 1708 – 20 mai 1726), Mademoiselle de Chabreuil.

Antonio a avut și copii nelegitimi:
- cu Elisabeth Durfort (o dansatoare)
  - Antoine Grimaldi (1697–1784), cunoscut drept le Chevalier de Grimaldi
- cu Victoire Vertu (dansatoare la Opera din Paris)
  - Antoinette Grimaldi, numită mademoiselle de Saint-Rémy
- cu o femeie necunoscută
  - Louise Marie Thérèse Grimaldi (1705–1723)